# Oregon Route 335
Az Oregon Route 335 (OR-335) egy oregoni állami országút, amely észak–déli irányban a 11-es út riverside-i elágazásától Helixig halad.
A szakasz Havana–Helix Highway No. 335 néven is ismert.

## Leírás
A pálya a 11-es útról ágazik le a 331-es úttól északkeletre. A szakasz egy nyugati irányú S-kanyart követően hosszan észak felé halad, majd a tizedik kilométernél nyugatra a 334-es útra lehet letérni Holdman irányába. A két szakasz rövid ideig együtt halad, majd a 334-es kelet-, a 335-ös pedig észak felé folytatódik. Az út az utolsó szakaszán egy északnyugati kanyart követően Helixbe érkezik.